# 전율
전율(본명: 전유리, 1994년 3월 20일 ~ )은 대한민국의 가수이다. 2011년부터 2017년 8월 23일까지 과거 걸그룹 스텔라의 멤버였다.

## 학력
- 동백초등학교 (졸업)
- 동백중학교 (졸업)
- 백현고등학교 (전학) -> 서울공연예술고등학교 (졸업)

## 출연 작품

### 예능
- 2013년 9월 16일 -KBS2 《안녕하세요》[1]

### 드라마
- 2017년 네이버TV 웹드라마 《손의 흔적》 - 랩실 연구원 / 상상속 컴패니언걸 역